# F1 Delta Time
F1 Delta Time war ein 2020 veröffentlichtes Blockchain-Computerspiel lizenziert von der Formel 1 der Entwicklerfirma Animoca Brands. Im März 2022 wurde der Betrieb des Spieles eingestellt.

## Beschreibung
Im Spiel konnten Teams gegeneinander antreten und Preisgelder in Form von REVV-Tokens erspielen. Ebenfalls für REVV-Tokens konnten virtuelle Gegenstände (Rennautos, Reifen, Fahrer, Rennstrecken) in Form von Non-Fungible Tokens (NFTs) im Spiel gestaked oder auf Plattformen wie OpenSea.io gehandelt werden. Zum Spielen wurde eine Cryptocurrency-Wallet wie z. B. MetaMask benötigt. Ab Oktober 2020 war der ehemalige Formula-3-Rennfahrer Matt Solomon sogenannter „in-house racing specialist“ für F1 Delta Time.

## Marktzahlen
Im März 2021 betrug die Marktkapitalisierung der spielinternen Währung REVV €1,6 Milliarden Euro. 2019 wurde das virtuelle Rennauto 1-1-1 für 415,9 WETH (umgerechnet 110.000 US-Dollar) verkauft. Es war zu dem Zeitpunkt der höchste Preis, der für ein NFT gezahlt wurde. Der Käufer trat unter dem Pseudonym MetaKovan im Internet auf. Dahinter stand ein krypto-basierter Fonds, der NFTs und andere virtuelle Objekte erwirbt und von sich behauptet, der größte NFT-Fonds der Welt zu sein. 2020 kündigte Antanas Guoga ein virtuelles Rennteam „Super Fast“ für F1 Delta Time an. Im Dezember 2020 erwarb Superfast das Auto „Bahrain Edition 2020“ für 138,72 ETH (umgerechnet 77.414 US-Dollar zum damaligen Zeitpunkt), im März 2021 den Rennwagen „Apex Australia“ für 1.221.221 REVV (umgerechnet 430.000 Australische Dollar zum Kaufzeitpunkt).